# Драгољуб Јовановић Љубе
Драгољуб Јовановић - Љубе (1924 — 2018) био је оснивач и први директор Спомен-парка Крагујевачки октобар, друштвени радник који се бавио изградњом културе сећања на Крагујевачки масакр, а у јавности је остао познат као последњи Крагујевчанин који је преживео стрељање.

## Биографија

### Лични живот
Драгољуб Јовановић рођен је у Мечковцу (данашње Илићево) 6. фебруара 1924. године, у сељачкој породици. Преживео је стрељање 1941. године, када је погођен са 12 метака. Након рата једно време је био учитељ, да би се касније укључио у изградњу Спомен парка Крагујевачки октобар и затим постао његов дугогодишњи директор. Његово  искуство је током 2010их , добило велику медијску пажњу, када Драгољуб остаје један од последњих преживелих сведока Крагујевачког масакра. Био је активан члан СУБНОР-а Србије. Живео је заједно са супругом Радмилом Јовановић.

### Стрељање
Немци су га покупили у недељу 19. октобра 1941. док је оцу помагао у сеоским пословима. Заједно са око 200 сељака одведен је испред сеоске школе, где су Немци одвојили старије од 60 и млађе од 16 година, а остале, укључујући Драгољуба су стрељали. Драгољуб је погођен 12 пута у ноге, након чега га је међу лешевима пронашла његова мајка. У тренутку стрељања је имао свега 17 година. Међутим, успео је успео да се опорави уз ангажовање породице и локалног лекара.
Драгољуб је своје искусво изнео у документарном филму Крваво бројање, који даје сведочанства живих сведока стрељања у Крагујевцу и околини током 19. 20. и 21. октобра.

### Директор Спомен парка Крагујевачки октобар
Био је први директор Спомен парка Крагујевачки октобар, и један од иницијатора његовог оснивања. Функцију директора је обављао од 1971. до 1983. Током његовог мандата изграђен је Спомен-музеј „21. октобар“, постављен Споменик „Сто за једног“ и Спомен-обележје народа Хрватске, као и три скулптуре – „Срне“, „Суђаје“ и, „Човек без илузија“.

### Одликовања
Драгољуб Јовановић је 2011. одликован Златном медаљом за заслуге, због заслуга у очувању вредности и антифашистичке борбе народа Србије.